# Bidirectional reflectance distribution function

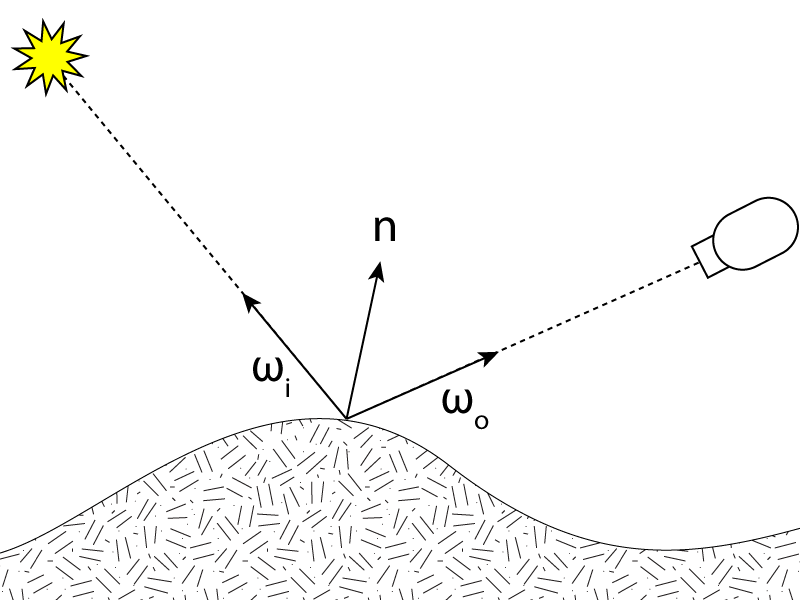
Diagramma che illustra i vettori utili per il calcolo della BRDF. Tutti i vettori sono unitari. è diretto verso la sorgente di luce, mentre verso il sensore. è la normale alla superficie.

Con il termine bidirectional reflectance distribution function (BRDF; {\displaystyle f_{r}(\omega _{i},\omega _{o})}) si intende una misura della distribuzione della riflettanza. È una funzione a quattro dimensioni che definisce quanta luce è riflessa su una superficie opaca. La funzione considera la direzione della luce che arriva ({\displaystyle \omega _{i}}) e quella che va {\displaystyle \omega _{o}}, entrambe rispetto alla normale alla superficie {\displaystyle n}. Questa funzione ritorna il rapporto tra la radianza riflessa esistente lungo {\displaystyle \omega _{o}} e l'irradianza incidente sulla superficie dalla direzione {\displaystyle \omega _{i}}. Notare che ogni direzione {\displaystyle \omega } è parametrizzata da un angolo azimuth {\displaystyle \phi } e da un angolo zenith {\displaystyle \theta } (per questo ha quattro dimensioni). La BRDF ha come unità di misura {\displaystyle sr^{-1}}, dove con {\displaystyle sr} si intende lo steradiante.

## Definizione
La BRDF fu definita per prima da Edward Nicodemus attorno al 1965. La moderna definizione è:
{\displaystyle f_{r}(\omega _{i},\omega _{o})={\frac {dL_{r}(\omega _{o})}{dE_{i}(\omega _{i})}}={\frac {dL_{r}(\omega _{o})}{L_{i}(\omega _{i})\cos \theta _{i}\,d\omega _{i}}}}
dove {\displaystyle L} è la radianza, {\displaystyle E} è l'irradianza, e {\displaystyle \theta _{i}} è l'angolo tra {\displaystyle \omega _{i}} e la normale alla superficie {\displaystyle n}.

## Proprietà
La BRDF ha le seguenti proprietà:
- positiva: {\displaystyle f_{r}(\omega _{i},\omega _{o})\geq 0}
- segue la legge di reciprocità di Helmholtz: {\displaystyle f_{r}(\omega _{i},\omega _{o})=f_{r}(\omega _{o},\omega _{i})}.
- conserva l'energia: {\displaystyle \forall \omega _{i},\int _{\Omega }f_{r}(\omega _{i},\omega _{o})\,\cos {\theta _{o}}d\omega _{o}\leq 1}